# The Invention of Lying
The Invention of Lying is een Amerikaanse film uit 2009, geregisseerd en geschreven door Ricky Gervais en Matthew Robinson. Gervais speelt de hoofdrol als eerste persoon die de mogelijkheid heeft om te liegen.

## Verhaal
De film speelt zich af in een wereld waar liegen niet bestaat. Iedereen zegt steeds de waarheid, waardoor er vaak wrede opmerkingen worden gemaakt. Omdat het niet mogelijk is om te liegen bestaat er geen religie, fictie en geen fantasie. Alles wat wordt gezegd, geschreven en verfilmd is waar.
Mark Bellison, gespeeld door Ricky Gervais, is een onsuccesvolle persoon. Op een avond gaat hij op een date met een mooie, charmante vrouw, Anna McDoogles (Jennifer Garner). Zij voelt zich niet aangetrokken tot Mark vanwege zijn uiterlijk en zijn financiële situatie.
De volgende dag wordt Mark ontslagen van zijn werk en moet hij zijn huur betalen met geld dat hij niet heeft. Daarop stapt hij naar de bank om nog het laatste geld van zijn rekening te halen. Wanneer de dame aan de balie zegt dat het computersysteem tijdelijk niet werkt, vertelt Mark zijn eerste leugen.
Na zijn ontdekking volgen de verschillende leugens elkaar op. Hij liegt onder andere in het casino, om seks te kunnen hebben en om niet opgepakt te worden door de politie.
Mark overtuigt Anna om opnieuw af te spreken, nu zijn financiële situatie beter is. De date gaat dan ook goed, Anna ziet dat Mark een goede vader en man zou zijn, maar ze maakt zich zorgen over hun kinderen. Ze zouden dikke kinderen krijgen met een platte neus en dat wil Anna in geen geval.
Wanneer Mark zijn moeder later in het ziekenhuis belandt na een hartaanval, vertelt hij de grootste leugen. Omdat zijn moeder zo bang is van de dood, liegt hij haar voor dat er leven is na dood, in de hemel. Een plaats waar het altijd goed is en waar iedereen krijgt wat hij wil. Zijn moeder sterft daarna een gelukkige dood.
Omdat de dokters en verplegers hadden gehoord wat Mark vertelde, kreeg hij wereldwijde aandacht voor zijn nieuwe info over de dood. Onder druk van Anna vertelt hij de wereld wat hij 'weet' door de tien geboden voor te leggen, geschreven op een pizzadoos. Hij heeft het over de man in de lucht die deze geboden heeft opgesteld omdat men zo in de hemel terecht zou kunnen komen.
Tezelfdertijd palmt Marks rivaal Brad Kessler (Rob Lowe) Anna in. Brad heeft al van in het begin succes als filmregisseur en ziet er veel beter uit dan Mark. Toch voelt Anna minder voor Brad vanwege zijn onbeschoft gedrag, maar ze blijven wel bij elkaar tot ze uiteindelijk op het punt staan om te trouwen. Anna nodigt Mark uit naar de trouw, waar Mark er niet in slaagt haar te overtuigen om niet te trouwen. Nadat Mark te weten komt dat Anna gaat trouwen gaat het snel bergaf met hem.
De dag voor Anna's trouw probeert Greg (Louis C.K.), Mark nog te overhalen om toch naar de trouw te gaan. Hij wil hem overtuigen dat hij zijn kansen bij Anna nog niet heeft verloren. Uiteindelijk gaat hij naar de trouw waar hij vertelt dat hij tegen de trouw is. Men wijst Mark er op dat alleen de man uit de lucht een huwelijk kan weigeren, dus vragen ze hem wat de man uit de lucht zegt. Mark weigert om iets te zeggen en wandelt weg.
Anna volgt hem naar buiten, waar Mark toegeeft dat de man uit de lucht en het hele verhaal over de hemel verzonnen is. Anna begrijpt dan niet waarom hij niet had gelogen omdat ze met hem zou trouwen of waarom hij niet gelogen had toen ze hem vroeger had gevraagd of ze dikke kinderen zouden krijgen met een platte neus. Mark vertelde haar dat dit niet zou tellen. Op het einde van de film zien we dat Anna en Mark getrouwd zijn en een mollig kind hebben met een platte neus. Als bij wonder kan ook hij liegen.